# Kokainz
Kokainz, niedersorbisch Kokańc, ist ein zum Ortsteil Byhleguhre gehörender bewohnter Gemeindeteil der Gemeinde Byhleguhre-Byhlen im Landkreis Dahme-Spreewald in Brandenburg. Sie gehört dem Amt Lieberose/Oberspreewald an.

## Lage
Kokainz liegt in der Niederlausitz im Biosphärenreservat Spreewald am Nordumfluter, rund 20 Kilometer Luftlinie nordwestlich von Cottbus. Die Siedlung ist Teil des amtlichen Siedlungsgebietes der Sorben/Wenden. Umliegende Dörfer sind Mühlendorf im Norden, Byhleguhre im Nordosten, die Byhleguhrer Kaupen und Burg-Kauper im Süden und die zu Straupitz (Spreewald) gehörenden Siedlungen Horst und Buschmühle im Westen. Die Landesstraße 51 liegt zwei Kilometer östlich von Kokainz.

## Geschichte

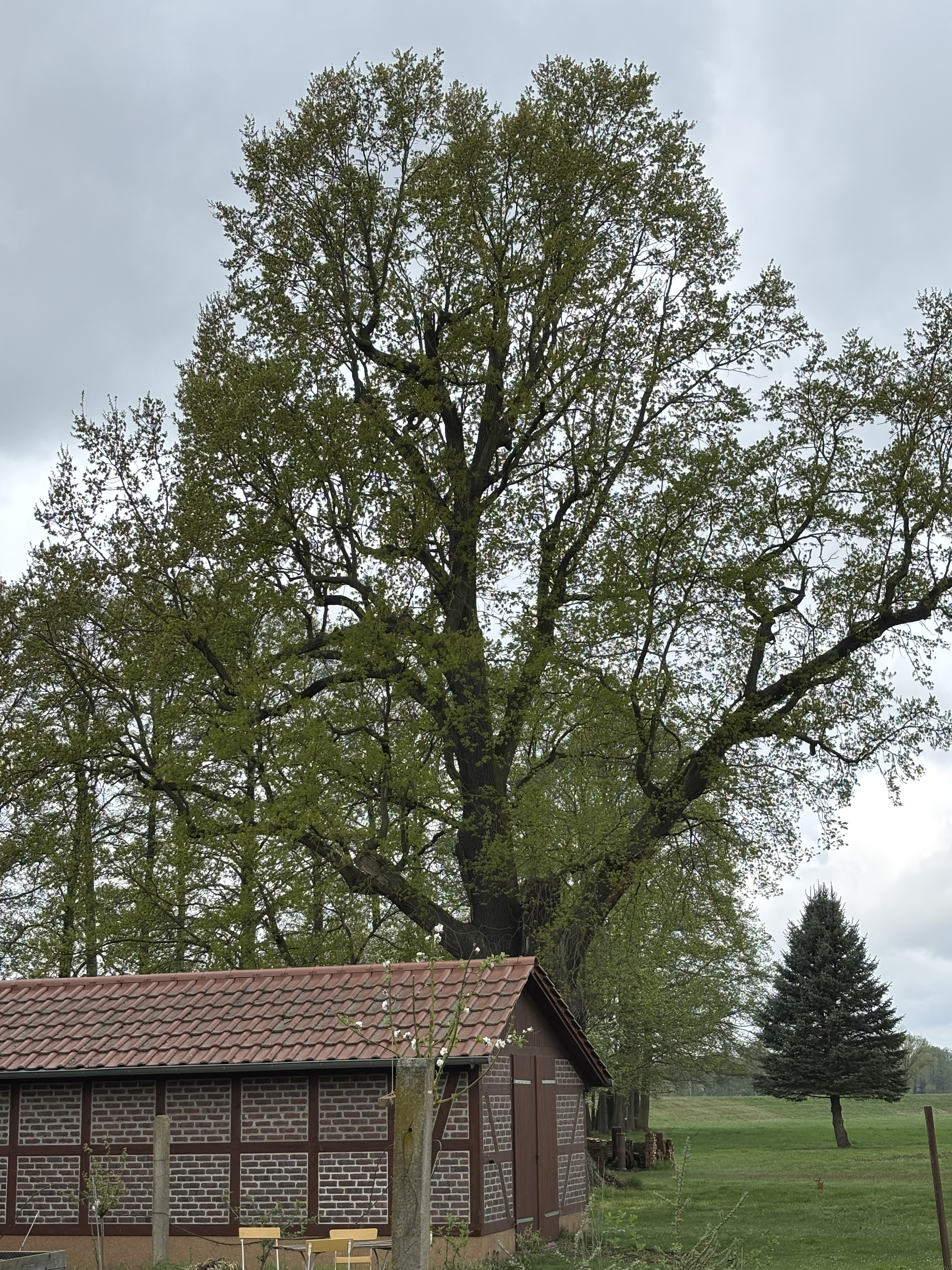
Krollig-Eiche

Kokainz wurde auf Initiative des Grafen Wilibald von Houwald (1642–1717) als Vorwerk der Standesherrschaft Straupitz gegründet. Damals gehörte die Siedlung verwaltungstechnisch zum Krummspreeischen Kreis. Bis 1806 lag Kokainz im Kurfürstentum Sachsen und danach im Königreich Sachsen. Nach den Beschlüssen auf dem Wiener Kongress musste Sachsen die Niederlausitz im Jahr 1815 an das Königreich Preußen abtreten. Im folgenden Jahr kam es in Preußen zu einer Gebietsreform, seitdem gehörte Kokainz zum Kreis Lübben im Regierungsbezirk Frankfurt der Provinz Brandenburg.
Laut der Topografisch-statistischen Übersicht des Regierungsbezirks Frankfurt a.d.O. aus dem Jahr 1844 hatte die aus zwei Gebäuden bestehende Siedlung damals zwölf Einwohner und war nach Straupitz eingepfarrt. 1867 wird Kokainz als Gaststätte und Försterei von (Alt-)Byhleguhre erwähnt. Damals lebten in der Siedlung 13 Einwohner.
Einer dieser Einwohner war der Förster Johann Martin Krollig, der 1837 die noch heute stehende und als Naturdenkmal registrierte Eiche (Krollig-Eiche) pflanzte. Krollig verstarb nach 50-jähriger Dienstzeit für die Standesherrschaft Straupitz im Alter von 88 Jahren und fand auf dem Byhleguhrer Friedhof seine letzte Ruhe.
Zur Zeit des Nationalsozialismus wurde der Ort im Oktober 1937 in Erlenhof umbenannt. Grund für die Umbenennung war die Germanisierung sorbischstämmiger Ortsnamen in der Lausitz. Im Jahr 1945 erhielt der Ort seinen ursprünglichen Namen zurück. Bei der DDR-Kreisreform am 25. Juli 1952 kam Kokainz als Ortsteil von Byhleguhre zum Kreis Lübben im Bezirk Cottbus. Nach der Wiedervereinigung lag die Siedlung erst im Landkreis Lübben und ab dem 6. Dezember 1993 im Landkreis Dahme-Spreewald, der zuvor durch die Fusion der Landkreise Lübben, Luckau und Königs Wusterhausen entstanden war. Am 26. Oktober 2003 fusionierte die Gemeinde Byhleguhre mit Byhlen zu der heutigen Gemeinde Byhleguhre-Byhlen.